# Ian MacNaughton
Edward Ian MacNaughton (Glasgow, 30 décembre 1925 – Munich, 10 décembre 2002) est un acteur, réalisateur et producteur écossais connu pour son travail avec les Monty Python.

## Filmographie

### Producteur
- Monty Python's Flying Circus (1969-1974)
- Q5 (1969-1978)
- Parrot Sketch Not Included - 20 Years of Monty Python (1989)

### Réalisateur
- Softly Softly, 1966)
- La Première Folie des Monty Python, 1971)
- Le Pétomane (1979)
- Monty Python à Hollywood (Monty Python Live At The Hollywood Bowl) (1982)

### Acteur
- Rob Roy le bandit d'Ecosse (Rob Roy, the Highland Rogue, 1953)
- 1956 : X l'Inconnu (X the Unknown) de Leslie Norman
- The Silent Enemy, 1958)
- The Safecracker, 1958)
- Lawrence d'Arabie (Lawrence of Arabia, 1962)
- Gideon's Way, 1965)
- Chapeau melon et bottes de cuir (The Avengers, 1965)
- Hollywood-Monster, 1987)